# Trincadura
Trincadura es el nombre que en la costa de Vizcaya se daba a una lancha de atoage que sobre ser de igual figura a proa que a popa y de remos pareles como las demás de esta denominación, tiene dos palos con velas al tercio de las cuales la mayor o principal es de mucha más magnitud que el trinquete. 
En los temporales abate el palo mayor sustituyéndole el de trinquete en cuyo lugar arbola otro muy chico con una velita proporcionada que llaman borriquete. Estas embarcaciones estaban tripuladas con gente joven, robusta y muy inteligente y en los tiempos más duros salían bastante fuera de la boca de los puertos para remolcar y auxiliar a las que se dirigían a ellos para salvarse en aquellas costas bravas o para cumplir su destino. Se ocupaban generalmente en la pesca y en el cabotaje y suelen también armarse en los casos necesarios con un cañón de grueso calibre. Además en las costas septentrionales de España había algunas que hacían el servicio de guardacostas para lo cual iban armadas con un pedrero y llevaban de dieciséis a veinticinco hombres de tripulación. 